# 203e division côtière
Pour les articles homonymes, voir 203e division.
La 203e division côtière (203ª Divisione Costiera) était une division d'infanterie de l'armée italienne pendant la Seconde Guerre mondiale. La division était l'une des trois divisions côtières italiennes basées en Sardaigne jusqu'à la capitulation italienne aux Alliés en septembre 1943.
Les divisions côtières étaient des divisions de deuxième ligne, généralement formées d'hommes dans la quarantaine et la cinquantaine destinés à effectuer des tâches ouvrières. Les hommes recrutés localement étaient souvent commandés par des officiers appelés à la retraite. Leurs équipements étaient également de basse qualité.

## Ordre de bataille
- 126e régiment d'infanterie côtier
- 174e régiment d'infanterie côtier
- 203e régiment d'artillerie côtier